# Alinah Kelo Segobye
Pour les articles homonymes, voir Kelo.
Alinah Kelo Segobye est une archéologue et militante botswanaise du développement social, spécialisée dans le développement social et le VIH/SIDA, et en archéologie africaine (en). Elle est doyenne des sciences humaines à l'Université des sciences et technologies de Namibie et membre élue de l'Académie africaine des sciences.

## Formation
Segobye termine ses études de premier cycle et de maîtrise à l'université du Botswana et elle est diplômée de l'université de Cambridge avec un doctorat en archéologie en 1994.

## Carrière
Segobye travaille comme directrice exécutive adjointe au Human Sciences Research Council d'Afrique du Sud. Elle travaille ensuite à l'Université du Botswana avant d'occuper son poste actuel de doyenne des sciences humaines à l'Université des sciences et technologies de Namibie. Elle est présidente de l'Association panafricaine d'archéologie de 2005 à 2010.

## Reconnaissance
Segobye est membre élue de l'Académie africaine des sciences (2018) et professeure honoraire au Thabo Mbeki African Leadership Institute (TMALI) de l'université d'Afrique du Sud. Elle siège au conseil d'administration des Partenariats globaux africains contre le VIH/sida (ACHAP).
Elle est invitée à prendre la parole lors du deuxième Forum du futur de l'UNESCO sur l'Afrique en 2013. Elle a été chercheuse invitée au Bradford Rotary Peace Center (2016).